# エドワード・B・クラーク

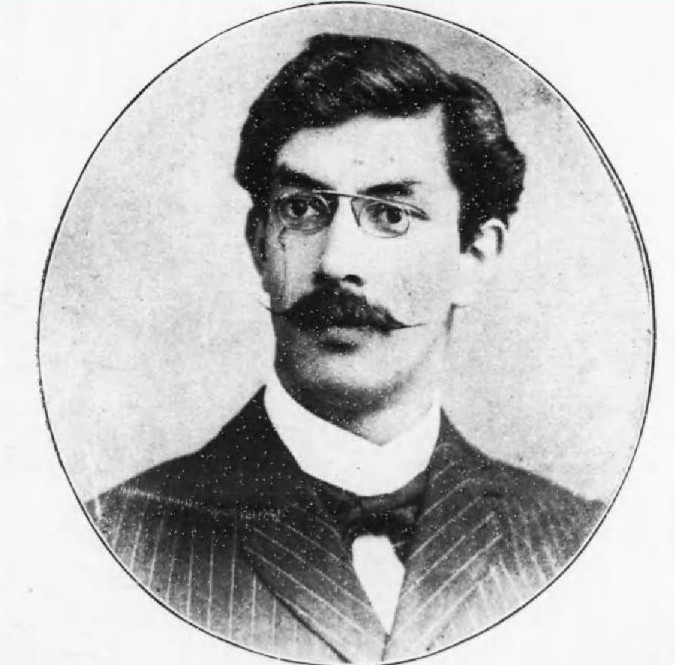
慶應義塾體育會蹴球部肖像

エドワード・ブラムウェル・クラーク（Edward Bramwell Clarke、1874年1月31日 - 1934年4月28日）は、在日イギリス人の英語教師。田中銀之助と共に、日本にラグビーを伝えた人物とされる。慶應義塾、一高、東京高等師範学校、三高、京都帝国大学などで教鞭を執った。

## 生涯
イギリス人の両親の元に横浜市で生まれた。クラークの父親はパン屋を経営しており、妻の死後に日本人女性と再婚した。
14歳の時に横浜のヴィクトリア・パブリック・スクール（在日英国人のための私塾）に入学。同校校長のチャールズ・ハワード・ヒントン（4次元研究で知られるイギリスの数学者。重婚で捕まり失職したため1883年から1894年まで日本で働いていた）のもとで学ぶ。ラフカディオ・ハーンより作文の添削を受けたほか、日本でのラグビー普及に努めた田中銀之助（銀行家）とも出会った。卒業後は両親の母国であるイギリスへ留学して、ケンブリッジ大学コーパス・クリスティ・カレッジへと入学、ロマンス語やイギリス文学を専攻したほか、ラグビーやクリケットなどの競技にも打ち込んだ。
帰国後は迎えられた慶應義塾大学部の英語講師として働く傍ら、日本ラグビーの普及に田中銀之助とともに尽力した。1907年には右膝の関節のリウマチが発症し、足を切断することになった。その後は学問に打ち込むようになり、多くの書物を読破したことからブリタニカ百科事典(E・B)クラークと呼ばれるようになった。
上田敏の後任として京都帝国大学で再び講師として迎えられた際にはイギリス（特にシェイクスピアなど）を講義した。定年の翌年である1934年、脳出血により死去。神戸市立外国人墓地に葬られている。蔵書5,133冊は京大文学研究科図書館の「クラーク文庫」として所蔵されている

## 親族

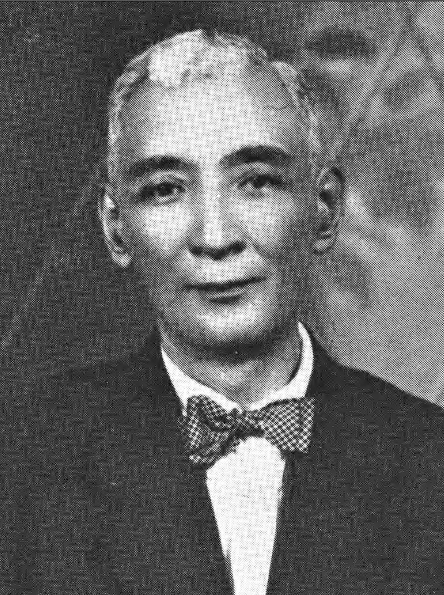
弟のピーター・ブランウェル・クラーク

父のロバートは1891年にジャマイカで亡くなり、遺言によると横浜のパン屋は妻のCara Miaに遺した。エドワードの下に弟のピーターがいる。ピーターも教師で教え子にロバート・バーンズ協会名誉会長の難波利夫などがおり、日本の教育界への貢献により勲四等瑞宝章を受けている。ピーターの娘がエディンバラにいる。